# Тысменица (река)
Тысменица (укр. Тисмениця) — река в Дрогобычском районе Львовской области Украины. Правый приток Быстрицы (бассейн Днестра).
Длина реки 49 км, площадь бассейна 650 км². Долина в верховье V-образная, ниже — трапециевидная. Пойма в среднем и нижнем течении шириной 150—300 м, преимущественно мелиорированная. Русло в районе города Борислав порожистое, есть водопады (высота падения до 3 м), далее река расширяется до 15-20 м (местами до 50-80 м), глубина меняется от 1-2 м (на плёсах) до 0,2-0,5 м (на перекатах). Дно покрыто галькой. Уклон реки 9 м/км. Бывают наводнения (после обильных дождей или оттепели).
Берёт начало в Восточных Бескидах (Карпаты) южнее города Борислав. Течёт сначала на северо-запад, затем поворачивает на северо-восток. Впадает в Быстрицу западнее села Липицы (недалеко от устья Быстрицы).
В низовьях Тысменицы сооружена Тысменицкая осушительная система (общая площадь 10 300 га, длина осушительной сети более 300 км).
Правые притоки: Лошаны, Вышница, Солоница, Лютычина. Левые притоки: Раточина, Бар, Трудница.
На реке расположены населённые пункты (от истока к устью): Борислав, Дережичи, Дрогобыч, Раневичи, Почаевичи, Михайлевичи, Вороблевичи, Городковка.